# Kommunalwahlen in Finnland 2008
Die Kommunalwahlen in Finnland 2008 fanden am 26. Oktober 2008 statt. 4.191.662 Wähler waren zur Stimmabgabe aufgerufen.
Abstimmung per Briefwahl und Vorauswahl war vom 15. bis 21. Oktober 2008 möglich, im Ausland war die Stimmabgabe erst ab dem 18. Oktober möglich.

## Wahlergebnis
Die Wahlbeteiligung lag bei 61,2 % (absolut 2 565 413) und damit 2,6 Prozentpunkte über der Wahlbeteiligung bei der Kommunalwahl im Jahr 2004.
| Landesweites Ergebnis der Kommunalwahl vom 26. Oktober 2008 | Landesweites Ergebnis der Kommunalwahl vom 26. Oktober 2008 | Landesweites Ergebnis der Kommunalwahl vom 26. Oktober 2008 | Landesweites Ergebnis der Kommunalwahl vom 26. Oktober 2008 | Landesweites Ergebnis der Kommunalwahl vom 26. Oktober 2008 | Landesweites Ergebnis der Kommunalwahl vom 26. Oktober 2008 | Landesweites Ergebnis der Kommunalwahl vom 26. Oktober 2008 |
| Parteien | Ausrichtung                                                 | Ergebnis                                                    | Ergebnis                                                    | Veränderung                                                 | Veränderung                                                 | Stimmen                                                     |
| Parteien | Ausrichtung                                                 | Prozent                                                     | Gemeinderäte                                                | Prozent                                                     | Gemeinderäte                                                | Absolut                                                     |
| --- | ----------------------------------------------------------- | ----------------------------------------------------------- | ----------------------------------------------------------- | ----------------------------------------------------------- | ----------------------------------------------------------- | ----------------------------------------------------------- |
| Nationale Sammlungspartei Kansallinen Kokoomuspuolue (Kok.) Samlingspartiet (Saml.)                                                                                                | konservativ                                                 | 23,45                                                       | 2 020                                                       | + 1,6                                                       | - 58                                                        | 597 727                                                     |
| Sozialdemokratische Partei Finnlands Suomen Sosialidemokraattinen Puolue (SDP) Finlands Socialdemokratiska Parti                                                                   | sozialdemokratisch                                          | 21,23                                                       | 2 066                                                       | - 2,9                                                       | - 519                                                       | 541 187                                                     |
| Zentrum Suomen Keskusta (Kesk.) Centern i Finland | sozialliberal                                               | 20,09                                                       | 3 518                                                       | - 2,7                                                       | - 907                                                       | 512 220                                                     |
| Grüner Bund Vihreä liitto (Vihr.) Gröna förbundet | grün                                                        | 8,94                                                        | 370                                                         | + 1,6                                                       | + 56                                                        | 227 999                                                     |
| Linksbündnis Vasemmistoliitto Vänsterförbundet | sozialistisch                                               | 8,77                                                        | 833                                                         | - 0,8                                                       | - 154                                                       | 223 673                                                     |
| Wahre Finnen Perussuomalaiset Sannfinländarna | nationalkonservativ                                         | 5,39                                                        | 443                                                         | + 4,5                                                       | + 337                                                       | 137 497                                                     |
| Schwedische Volkspartei Ruotsalainen kansanpuolue (RKP) Svenska Folkpartiet (SFP)                                                                                                  | liberal                                                     | 4,70                                                        | 511                                                         | - 0,5                                                       | - 125                                                       | 119 896                                                     |
| Christliche Union Finnlands Suomen Kristillinen Liitto | christdemokratisch                                          | 4,18                                                        | 351                                                         | + 0,2                                                       | - 40                                                        | 106 639                                                     |
| Kommunistische Partei Finnlands Suomen Kommunistinen Puolue | kommunistisch                                               | 0,55                                                        | 9                                                           | ± 0                                                         | - 7                                                         | 13 986                                                      |
| Seniorenpartei Finnlands Suomen Senioripuolue |                                                             | 0,10                                                        | 2                                                           | + 0,1                                                       | + 1                                                         | 2 618                                                       |
| Unabhängigkeitspartei Itsenäisyyspuolue Självständighetspartiet |                                                             | 0,06                                                        | 0                                                           | ± 0,0                                                       | ± 0                                                         | 1 482                                                       |
| Kommunistische Arbeiterpartei - Für Frieden und Sozialismus Kommunistinen Työväenpuolue – Rauhan ja Sosialismin puolesta (KTP) Kommunistiska Arbetarparti – För Fred och Socialism | sozialistisch, kommunistisch                                | 0,04                                                        | 0                                                           | ± 0,0                                                       | - 1                                                         | 1 063                                                       |
| Für die Armen Köyhien Asialla (KA) |                                                             | 0,04                                                        | 1                                                           | ± 0,0                                                       | + 1                                                         | 1 059                                                       |
| Arbeiterpartei Finnlands Suomen Työväenpuolue (STP) Finlands Arbetarparti (FAP) | sozialistisch, kommunistisch                                | 0,03                                                        | 0                                                           | - 0,1                                                       | - 1                                                         | 711                                                         |
| andere |                                                             | 2,41                                                        | 286                                                         |                                                             |                                                             | 61 478                                                      |
| |                                                             |                                                             |                                                             |                                                             |                                                             |                                                             |
| Insgesamt | -                                                           | 100                                                         | 10 412                                                      | -                                                           | - 1 554                                                     | 2 549 235                                                   |
| |                                                             |                                                             |                                                             |                                                             |                                                             |                                                             |

## Ergebnisse in den Großstädten

### Espoo
| Partei                    | Wahlergebnis | Sitze |
| ------------------------- | ------------ | ----- |
| Nationale Sammlungspartei | 37,7 %       | 26    |
| Grüner Bund               | 15,9 %       | 11    |
| Sozialdemokraten          | 13,9 %       | 9     |
| Wahre Finnen              | 11,6 %       | 7     |
| Schwedische Volkspartei   | 8,7 %        | 6     |
| Zentrum                   | 4,2 %        | 3     |
| Linksbündnis              | 3,6 %        | 5     |
| Christdemokraten          | 3,6 %        | 2     |
| Für die Sache der Armen   | 0,3 %        | 1     |

### Helsinki
| Partei                    | Wahlergebnis | Sitze |
| ------------------------- | ------------ | ----- |
| Nationale Sammlungspartei | 29,2 %       | 26    |
| Grüner Bund               | 23,3 %       | 21    |
| Sozialdemokraten          | 17,8 %       | 16    |
| Linksbündnis              | 8,5 %        | 7     |
| Schwedische Volkspartei   | 6,3 %        | 5     |
| Wahre Finnen              | 5,3 %        | 4     |
| Zentrum                   | 4,3 %        | 3     |
| Christdemokraten          | 2,8 %        | 2     |
| Kommunisten               | 1,6 %        | 1     |

### Lahti
| Partei                     | Wahlergebnis 2008 | Sitze |
| -------------------------- | ----------------- | ----- |
| Nationale Sammlungspartei  | 31,7 %            | 20    |
| Sozialdemokratische Partei | 30,4 %            | 19    |
| Linksbündnis               | 08,9 %            | 05    |
| Grüner Bund                | 07,4 %            | 04    |
| Finnische Christdemokraten | 07,2 %            | 04    |
| Wahre Finnen               | 05,6 %            | 03    |
| Zentrum                    | 05,3 %            | 03    |
| Seniorenpartei Finnlands   | 01,6 %            | 01    |

### Oulu
| Partei                     | Wahlergebnis 2008 | Sitze |
| -------------------------- | ----------------- | ----- |
| Nationale Sammlungspartei  | 23,0 %            | 16    |
| Zentrum                    | 21,1 %            | 14    |
| Grüner Bund                | 16,5 %            | 11    |
| Linksbündnis               | 15,6 %            | 11    |
| Sozialdemokratische Partei | 15,1 %            | 10    |
| Wahre Finnen               | 4,7 %             | 03    |
| Finnische Christdemokraten | 3,0 %             | 02    |

### Tampere
| Partei                    | Wahlergebnis | Sitze |
| ------------------------- | ------------ | ----- |
| Nationale Sammlungspartei | 27,0 %       | 18    |
| Sozialdemokraten          | 21,2 %       | 15    |
| Grüner Bund               | 15,7 %       | 11    |
| Linksbündnis              | 12,5 %       | 8     |
| Wahre Finnen              | 6,9 %        | 4     |
| Zentrum                   | 5,8 %        | 4     |
| Christdemokraten          | 4,8 %        | 3     |
| Tampereen Sitoutumattomat | 3,4 %        | 2     |
| Kommunisten               | 1,7 %        | 1     |
| Schwedische Volkspartei   | 0,5 %        | 1     |

### Turku
| Partei                                | Wahlergebnis | Sitze |
| ------------------------------------- | ------------ | ----- |
| Nationale Sammlungspartei             | 27,5 %       | 19    |
| Sozialdemokraten                      | 22,0 %       | 15    |
| Grüner Bund                           | 15,9 %       | 11    |
| Linksbündnis                          | 14,1 %       | 10    |
| Schwedische Volkspartei               | 5,9 %        | 4     |
| Zentrum                               | 5,2 %        | 3     |
| Wahre Finnen                          | 3,3 %        | 2     |
| Christdemokraten                      | 2,8 %        | 2     |
| Die Blau-Weißen des Finnischen Volkes | 2,6 %        | 1     |

### Vantaa
| Partei                    | Wahlergebnis | Sitze |
| ------------------------- | ------------ | ----- |
| Nationale Sammlungspartei | 28,1 %       | 20    |
| Sozialdemokraten          | 25,6 %       | 18    |
| Grüner Bund               | 13,8 %       | 9     |
| Wahre Finnen              | 9,8 %        | 6     |
| Linksbündnis              | 7,7 %        | 5     |
| Zentrum                   | 5,6 %        | 4     |
| Christdemokraten          | 3,7 %        | 2     |
| Schwedische Volkspartei   | 3,5 %        | 2     |
| Pro Vantaa                | 1,4 %        | 1     |

## Erfolgreichste Kandidaten
Folgende Personen konnten in ihren Wahlkreisen die höchste Stimmzahl (relativ) erreichen:
- Jorma Tikkanen (Grüne), mit 17,29 % im Gemeinderat von Himanka
- Pia Harmokivi (Christdem./Pro Artjärvi), mit 15,78 % im Gemeinderat von Artjärvi
- Anna-Maja Henriksson (Schwed. Volkspartei), mit 13,60 % im Stadtrat von Jakobstad
- Jouko Huumarkangas (?), mit 13,25 % im Gemeinderat von Kyyjärvi
- Pekka Nyman (?), mit 12,82 % im Gemeinderat von Pelkosenniemi
- Panu Leinonen (?), mit 12,67 % im Gemeinderat von Pelkosenniemi